# Cuesta de enero
La cuesta de enero es el nombre que reciben en países como España y países de América Latina  el conjunto de subidas de precios, tarifas y tasas que suceden al inicio de cada año, y que afectan a la capacidad de compra de los consumidores. Se trata de aumentos de precios en los productos regulados una vez al año, en el mes de enero, a diferencia del resto de bienes y servicios cuyos precios y servicios fluctúan a lo largo del calendario.
En España, los servicios con precios fijados o regulados por las administraciones como el transporte público, servicio de correos, peajes y tasas administrativas aumentan de precio en este mes. También lo hacen los productos de los llamados sectores estratégicos, como la electricidad, el gas y las telecomunicaciones. También afectarían, si existieran, las subidas de impuestos, al iniciarse el calendario fiscal en el mes de enero.
Esta situación de reducción del poder adquisitivo no es el único problema económico para las familias en enero, pues ocurre justo después de los tradicionales desembolsos en consumo para las Fiestas de Navidad. En México este es uno de los efectos más fuertes en el mes de enero. El efecto erosionador de la cuesta de enero se ve parcialmente aliviado por el inicio de la temporada de rebajas, en la cual los comerciantes bajan los precios de los productos para dar salida a los que no pudieron vender en las Navidades.